# La Chapelle-Thémer
La Chapelle-Thémer település Franciaországban, Vendée megyében. Lakosainak száma 394 fő (2022. január 1.). La Chapelle-Thémer Saint-Juire-Champgillon, Saint-Laurent-de-la-Salle, Saint-Martin-Lars-en-Sainte-Hermine, Saint-Valérien és Thiré községekkel határos.

## Népesség
A település népességének változása:
| Lakosok száma | 371  | 379  | 389  | 385  | 388  | 391  | 389  | 392  | 394  |
|               | 2013 | 2015 | 2016 | 2017 | 2018 | 2019 | 2020 | 2021 | 2022 |